# Synallaxis albilora
Synallaxis albilora là một loài chim trong họ Furnariidae.
Loài chim này được tìm thấy ở Bolivia, Brazil và Paraguay. Môi trường sống tự nhiên của nó là rừng nhiệt đới ẩm nhiệt đới hoặc cận nhiệt đới và rừng trước đây bị suy thoái nặng nề.